# Flower (bài hát của GFriend)
"Flower" là một bài hát của nhóm nhạc nữ Hàn Quốc GFriend. Bài hát được phát hành vào ngày 12 tháng 3 năm 2019, thông qua King Records. Nó cũng đã được đưa vào album phòng thu tiếng Nhật đầu tay của nhóm, Fallin' Light (2019).

## Phát hành
Nó được phát hành dưới dạng kỹ thuật số vào ngày 12 tháng 3 năm 2019. Một ngày sau, nó được phát hành trong ba phiên bản vật lý: CD, CD + DVD loại A và CD + Photobook loại B.

## Quảng bá
GFriend đã biểu diễn bài hát lần đầu tiên tại buổi hòa nhạc của họ ở Zepp Osaka Bayside, như một phần của buổi hòa nhạc GFriend Spring Tour 2019 Bloom của họ. Nó cũng được tiết lộ rằng bài hát đã được chọn làm bài hát chủ đề mở đầu cho chương trình truyền hình music-ru TV cho tháng ba.

## Video âm nhạc
Video âm nhạc được phát hành vào ngày 4 tháng 3 năm 2019. Trong video, nhóm được hóa trang thành những người đấu bò và thực hiện một điệu nhảy lấy cảm hứng từ tango.

## Tác động thương mại
"Flower" ra mắt và đạt vị trí số 9 trên Oricon Singles Chart cho đến ngày 25 tháng 3 năm 2019.

## Danh sách bài hát
| CD / Kỹ thuật số | CD / Kỹ thuật số        | CD / Kỹ thuật số | CD / Kỹ thuật số | CD / Kỹ thuật số | CD / Kỹ thuật số |
| STT              | Nhan đề                 | Phổ lời          | Phổ nhạc         | Sản xuất         | Thời lượng       |
| ---------------- | ----------------------- | ---------------- | ---------------- | ---------------- | ---------------- |
| 1.               | "Flower"                | 13               | 13               | 13               | 3:39             |
| 2.               | "Beautiful"             | Kanata Okajima   | Carlos K.        | Carlos K.        | 3:37             |
| 3.               | "Flower" (Instrumental) |                  | 13               | 13               | 3:39             |
| 4.               | "Beautiful"             |                  | Carlos K.        | Carlos K.        | 3:36             |
| Tổng thời lượng: | Tổng thời lượng:        | Tổng thời lượng: | Tổng thời lượng: | Tổng thời lượng: | 14:31            |

| DVD loại A       | DVD loại A                          | DVD loại A |
| STT              | Nhan đề                             | Thời lượng |
| ---------------- | ----------------------------------- | ---------- |
| 1.               | "Flower" (video âm nhạc)            |            |
| 2.               | "Flower" (hậu trường video âm nhạc) |            |
| Tổng thời lượng: | Tổng thời lượng:                    | 23:31      |

## Bảng xếp hạng
| Bảng xếp hạng (2019) | Vị trí cao nhất |
| -------------------- | --------------- |
| Nhật Bản (Oricon)    | 9               |